# Papuaphiloscia arcangeli
Papuaphiloscia arcangeli là một loài chân đều trong họ Philosciidae. Loài này được Kwon & Taiti miêu tả khoa học năm 1993.